# Saint-Martin-Boulogne

Saint-Martin-Boulogne este o comună în departamentul Pas-de-Calais, Franța. În 1 ianuarie 2022 avea o populație de 11.036 de locuitori.